# 더부신경
더부신경(accessory nerve), 또는 부신경(副神經)은 목빗근과 등세모근에 분포하는 뇌신경이다. 더부신경은 뇌에서 시작하는 지점을 기준으로 했을 때 12쌍의 뇌신경 중 11번째 뇌신경이므로 간단하게는 뇌신경 XI(CNXI)로도 불린다. 더부신경이 분포하는 목빗근은 머리를 기울이고 회전시키며 어깨뼈와 연결되어 있는 등세모근은 어깨를 으쓱하고 들어올리는 역할을 한다.
더부신경에 대한 전통적인 설명 방식은 척수부분과 뇌부분으로 나누는 방식이다. 뇌부분은 미주신경에 빠르게 합류하며 이런 구조로 인해 뇌부분을 더부신경의 일부로 봐야 하는지에 대한 논란이 계속되고 있다. 따라서 '더부신경'이라는 용어는 일반적으로 목빗근과 등세모근에 분포하는 신경만을 지칭하며 이 경우 척수더부신경(spinal accessory nerve)이라고도 한다.
척수더부신경의 기능을 평가하기 위해 신경학적 검사로 목빗근과 등세모근의 근력을 측정할 수 있다. 이 근육들의 힘이 약하거나 움직임이 제한되어 있다면 다양한 원인으로 인한 척수더부신경 손상이 있을 수 있다고 생각할 수 있다. 척수더부신경의 손상은 머리와 목을 포함하는 의료적인 처치에 의해 가장 흔하게 발생한다. 이 신경의 손상은 어깨 근육의 소모, 날개어깨뼈, 어깨 벌림과 바깥쪽돌림 약화를 유발할 수 있다.
더부신경은 배아 척추 분절 C1-C6의 바닥판에서 발생한다.

## 구조
척수더부신경 섬유는 숨뇌와의 접합부인 더부신경 뇌뿌리에서 약 C6 높이까지 위치한 위쪽 척수의 신경 세포들인 더부신경 척수뿌리에서 기원한다. 뇌뿌리의 신경 섬유는 의문핵에서 발생하며, 운동피질의 목 근육 제어부로부터 피질숨뇌로를 따라 내려온 축삭으로부터 주로 신호를 받는다. 이 섬유들은 서로 결합하여 잔뿌리(rootlet), 뿌리(root)를 이룬 후, 더욱 결합하여 척수더부신경 자체를 형성한다. 형성된 신경은 머리뼈 바닥의 큰구멍을 통해 머리뼈로 들어간다. 신경은 머리뼈의 안쪽 벽을 따라 목정맥구멍을 향해 주행한다. 신경은 머리뼈를 떠나 혀인두신경, 미주신경과 함께 목정맥구멍을 통해 머리뼈를 빠져나간다. 척수더부신경은 머리뼈에 들어갔다가 다시 나가는 유일한 뇌신경으로 잘 알려져 있다. 이런 특이한 이동 경로는 더부신경이 뇌신경 중 유일하게 척수에 뉴런이 위치하기 때문에 발생한다.
머리뼈를 떠난 후 뇌부분은 척수부분에서 떨어져 나온다. 척수더부신경은 홀로 계속 이어져서 뒤쪽과 아래쪽으로 주행하며, 목에서는 턱두힘살근의 뒤힘살 높이에서 속목정맥을 가로지른다. 아래로 내려가면서 신경은 목빗근을 관통하며 운동가지를 낸 다음 등세모근에 도달하여 등세모근 윗부분에 운동 신경 분포를 낼 때까지 계속된다.

### 신경핵
척수더부신경을 형성하는 신경섬유는 척수의 윗부분에 위치한 아래운동신경세포에서 유래한다. 더부신경핵이라고 하는 이 신경핵은 척수 앞뿔의 가쪽면에 위치하며 척수가 시작되는 곳(숨뇌와의 접합부)에서 약 C6 높이까지 뻗어 있다. 높은 목뼈 분절의 가쪽뿔은 더부신경의 뇌부분이 갈라져 나오는 숨뇌의 의문핵과 연속적인 것으로 보인다.

### 변이
목에서 더부신경은 턱두힘살근 뒤힘살 주변에서 속목정맥을 가로지른다. 이때 80%의 사람들에서는 속목정맥의 앞으로, 나머지 20%에서는 속목정맥 뒤쪽으로 더부신경이 정맥을 가로지른다. 정맥을 관통하는 경우도 보고된 바 있다.
전통적으로, 더부신경의 작은 뇌부분은 숨뇌에서부터 내려와 미주신경에 합류하기 위해 갈라져 나오기 전에 척수부분과 잠시 연결된다고 설명된다. 그러나 2007년에 발표된 12명을 대상으로 한 연구에 따르면 대다수의 사람들에서 뇌부분은 척수부분과 뚜렷하게 연결되어 있지 않았다. 뇌부분과 척수부분의 뿌리는 한 명을 제외한 모든 실험 대상에서 섬유질의 신경혈관집(sheath)에 의해 나누어져 있었다.

### 발생
더부신경은 배아 척추 분절 C1-C6의 바닥판에서 발생한다.

## 기능

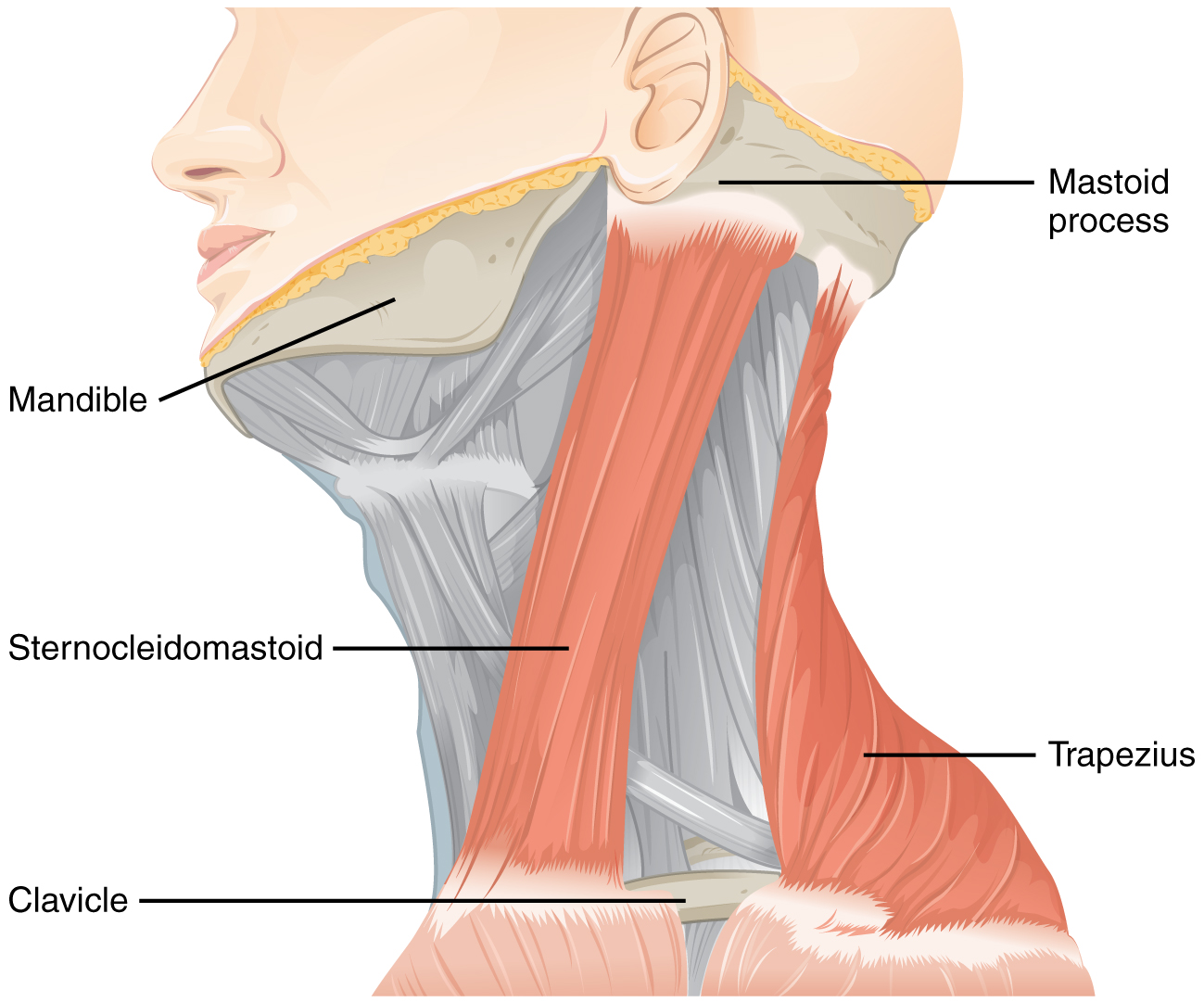
더부신경은 목빗근과 등세모근에 분포한다.

더부신경의 척수부분은 목빗근과 등세모근의 운동을 조절한다. 등세모근은 어깨를 으쓱하는 동작을, 목빗근은 머리를 돌리는 동작을 제어한다. 대부분의 다른 근육들과 마찬가지로 등세모근은 반대쪽 뇌의 운동피질에서 조절한다. 등세모근 윗부분의 수축은 어깨뼈를 들어올린다. 그러나 목빗근에 분포하는 신경 섬유는 두 번 방향을 바꾸는(decussate) 것으로 여겨진다. 결국 목빗근은 신체의 같은 쪽에 있는 뇌에 의해 제어된다. 목빗근 섬유의 수축은 실제로 머리를 반대쪽으로 돌리며, 이것은 머리가 그 영역에서 시각 정보를 받는 뇌의 측면으로 회전한다는 것을 의미한다. 반면에 더부신경 뇌부분은 여린입천장, 후두, 인두의 근육의 운동을 조절한다.

### 분류
연구자들 사이에는 더부신경에 의해 전달되는 정보의 유형을 설명하는 데 사용하는 용어에 대한 논쟁이 존재한다. 등세모근과 목빗근은 배아 시기 때 인두굽이에서 유래하기 때문에 일부 연구자들은 이 근육을 자극하는 척수더부신경이 특정 특수내장날신경(SVE) 정보를 전달한다고 주장한다. 이 주장은 더부신경핵이 숨뇌의 의문핵과 연속적으로 나타난다는 사실과도 일치한다. 다른 사람들은 척수더부신경이 일반몸날신경(GSE) 정보를 전달한다고 생각한다. 또 다른 사람들은 척수더부신경이 SVE와 GSE 구성 요소를 모두 포함한다고 결론 내리는 것이 합리적이라고 생각한다. 더부신경의 발달적 특징은 SVE 신경 세포와 더 닮아 있다.

## 임상적 중요성

### 검사
등세모근과 목빗근의 기능을 평가하여 더부신경을 검사할 수 있다. 등세모근은 환자에게 저항이 있는 상황과 없는 상황에서 어깨를 으쓱하게 하여 테스트한다. 목빗근은 환자에게 저항에 대해 머리를 왼쪽이나 오른쪽으로 돌리도록 요청하고서 검사한다.
한쪽 등세모근의 약화는 같은 쪽의 척수더부신경의 손상을 시사할 수 있다. 머리를 돌리는 힘이 약한 것은 반대쪽 척수더부신경의 손상을 시사한다. 즉, 약한 좌회전은 오른쪽 목빗근의 약화(=오른쪽 척수더부신경 손상)를 나타내는 반면 약한 우회전은 왼쪽 목빗근의 약화(=왼쪽 척수더부신경 손상)를 나타낸다.
따라서 한쪽에서 어깨를 으쓱하는 동작이 약해졌는데 다른 쪽에서 고개를 돌리는 동작이 나타난다는 것은 어깨를 으쓱하는 쪽의 더부신경이 손상되었거나 다른 쪽 뇌의 신경 경로를 따라 손상이 있었음을 나타낼 수 있다. 손상의 원인에는 외상, 수술, 종양 및 목정맥구멍의 압박이 있을 수 있다. 양쪽 근육 모두가 약화되었다면 근위축성 측삭경화증, 길랭-바레 증후군, 소아마비와 같은 보다 일반적인 질병이 진행되고 있을 수도 있다.

### 손상
척수더부신경 손상은 경부 절제술이나 림프절 절제와 같은 목 부위 수술 중에 흔히 발생한다. 둔기나 관통으로 인한 외상의 결과일 수도 있으며 일부 원인에서는 자발적으로 발생할 수도 있다. 신경 경로의 어느 지점에서든 손상이 발생하면 신경 기능에 영향을 미친다. 더부신경은 근치적(radical)인 목 절개에서 의도적으로 제거될 수 있으며, 이는 목 부위 암의 존재 여부와 범위에 대해 외과적으로 탐색하려는 시도이다. 덜 근치적인 절개로 더부신경을 남기려는 시도를 하기도 한다.
더부신경 손상은 목 통증과 등세모근 약화를 유발할 수 있다. 증상은 신경이 절단된 지점에 따라 달라진다. 신경 손상은 어깨이음구조(shoulder girdle)의 함몰, 위축, 비정상적인 움직임, 어깨뼈 돌출 및 벌림 약화를 일으킬 수 있다. 어깨이음구조의 약화는 팔신경얼기의 견인 손상(당김 손상, traction injury)으로 이어질 수 있다. 진단이 어렵기 때문에 의심되는 손상을 확인하기 위해 근전도 검사나 신경 전도 검사가 필요할 수 있다. 외과적 치료의 결과는 물리 치료와 통증 완화를 수반하는 보존적 관리보다 더 나은 것으로 보인다. 외과적 관리에는 신경용해, 신경 말단 간 봉합, 영향을 받은 등세모근 부분을 에덴-랑게 처치(Eden-Lange procedure)와 같은 다른 근육으로 외과적으로 대체하는 것이 있다.
더부신경 손상은 기운목(torticollis)을 유발할 수 있다.

## 역사
1664년 영국의 해부학자 토머스 윌리스는 미주신경과 관련되어 있다는 의미에서 'accessory'(라틴어로 nervus accessorius로 기술됨)를 사용하여 'accessory nerve'라는 이름을 처음 기술했다.
1848년 존스 콰인은 더부신경을 '미주신경에 부속된 척수신경'이라고 설명했는데, 더부신경의 작은 뇌부분이 더 큰 미주신경과 연결되는 반면 더부신경 섬유의 대부분은 척수에서 시작된다는 사실을 알고 있었던 것이다. 1893년에 지금까지 미주신경에 대한 "accessory"로 불려왔던 신경 섬유가 숨뇌의 동일한 신경핵에서 유래한다는 것이 알려졌고, 이 신경은 점점 더 미주신경의 일부로 여겨졌다. 결과적으로 "accessory nerve"라는 용어는 척수에서 나온 섬유만을 나타내는 데 사용되어 왔으며 점점 그런 의미로 더 많이 사용되고 있다. 척수부분만 임상적으로 검사가 가능하다는 사실은 이 의견에 무게를 실어 주었다.

## 추가 이미지

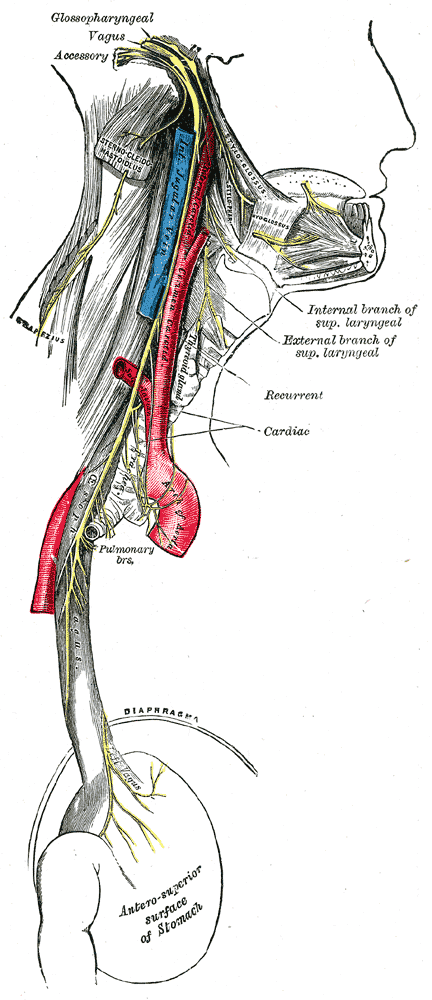
혀인두신경, 미주신경, 더부신경의 경로와 분포. 더부신경(왼쪽 위)은 다른 두 신경과 함께 목정맥구멍을 통해 아래로 이동한 다음 일반적으로 속목정맥을 통해 아래로 내려가 목빗근과 등세모근에 분포한다.
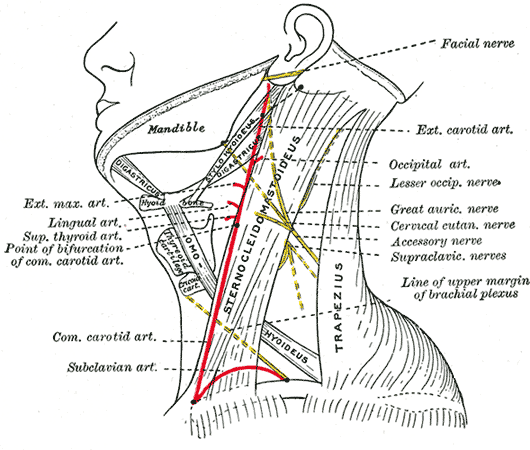
목의 측면, 목빗근과 등세모근 사이에 보이는 더부신경
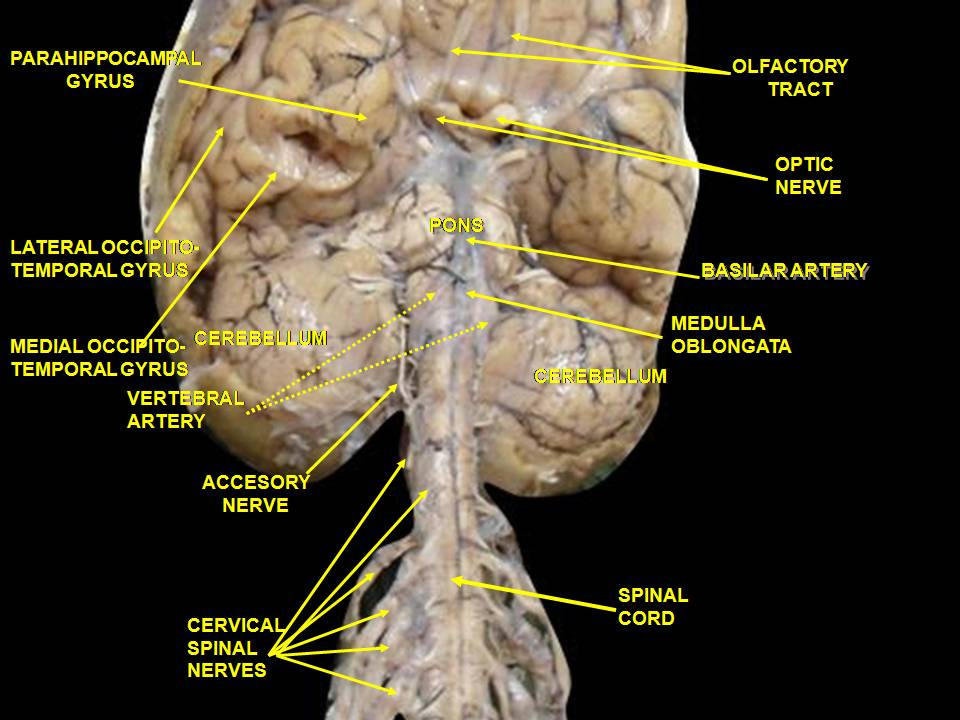
카데바 표본의 뇌와 상부 척수. 더부신경은 숨뇌에서 발생하는 여러 개의 뿌리로 볼 수 있다.